# Agrophogonus mangalisa
Agrophogonus mangalisa är en mångfotingart som beskrevs av Hoffman 2005. Agrophogonus mangalisa ingår i släktet Agrophogonus och familjen Gomphodesmidae. Inga underarter finns listade i Catalogue of Life.